# Willi Sturm (Wasserballspieler)
Wilhelm „Willi“ Sturm (* 28. Januar 1928 in Schreckenstein; † 5. August 1993) war ein deutscher Wasserballspieler.

## Sportliche Karriere
Willi Sturm spielte beim SV Wasserfreunde 1898 Hannover.
Mit der deutschen Wasserballnationalmannschaft trat er bei den Olympischen Spielen 1952 in Helsinki an und schied nach der Vorrunde aus. Willi Sturm war als Angriffsspieler in allen vier Partien dabei. 1954 bei der Europameisterschaft in Turin gehörte Sturm zur Mannschaft, die den sechsten Plaatz belegte. 1956 bei den Olympischen Spielen 1956 in Melbourne erreichte die deutsche Mannschaft durch einen Sieg über das Team aus Singapur die Runde der besten sechs Mannschaften und belegte am Ende den sechsten Platz. Sturm war in allen sechs Partien dabei.